# Alcovasaurus longispinus
Alcovasaurus longispinus ("lagarto de Alcova de espinas largas") es una especie de dinosaurio ornitisquio estegosáurido y única conocida del dudoso género extinto Alcovasaurus  que vivió durante el Jurásico Superior, hace aproximadamente 150 millones de años en lo que es hoy Norteamérica. Sus restos fueron encontrados en la Formación de Morrison en el condado de Natrona, Wyoming, en Estados Unidos. La especie tipo fue llamada Stegosaurus longispinus cuando fue descripta, hasta que en 2016 se la rebautizó Alcovasaurus longispinus.

## Descripción

Diagrama de comparación del tamaño entre un humano promedio con un Alcovasaurus.

Gilmore diferenció a S. longispinus de las otras especies de Stegosaurus por la presencia de espinas dérmicas muy largas, centros de las vértebras caudales distales redondeadas en vistas anterior/posterior, procesos transversales vestigiales en las vértebras caudales distales, y centros con extensiones dorsales en forma de champiñón.
En 2016, Galton y Carpenter indicaron cinco autapomorfias, o rasgos únicos derivados. Posee procesos laterales en las vértebras distales (posteriores) de la cola. Las vértebras distales caudales son cortas, más altas que largas. Tiene dos pares de espinas caudales que son muy largas y delgadas, con el 90% de la longitud del fémur. El último par de espinas tiene la mayor anchura a un cuarto de la longitud del eje de la misma, medido desde abajo. La superficie de articulación inferior de los cóndilos del fémur se limita a su parte inferior.

Diagrama con los restos preservados de Alcovasaurus (en blanco).

Como una posible autopomorfia adicional, Alcovasaurus se diferencia de los estegosaurios norteamericanos del Jurásico Stegosaurus stenops, Stegosaurus sulcatus y Hesperosaurus en que su sacro se conecta a los iliones por seis pares de costillas sacrales en lugar de cuatro. Otros estegosaurios muestran como máximo cinco. Gilmore también afirmó que Alcovasaurus se distinguía por tener un par de espinas posteriores que igualaban al par fontal en tamaño. Galton y Carpenter encontraron difícil comprobar este rasgo a partir de la evidencia fotográfica disponible, pero este haría a Alcovasaurus diferente de todos los estegosaurios conocidos con cuatro espinas, los cuales muestran siempre un par posterior de espinas más cortas. Además los dos pares se posicionarían excepcionalmente más apartados entre sí.
Gilmore determinó la longitud del fémur en 1082 milímetros. La espina más larga medía ochenta y seis centímetros de largo. Su punta estaba rota y Gilmore estimó la longitud original del núcleo óseo en 985 milímetros.
Galton y Carpenter vieron a las espinas principalmente como armas. Ellos interpretaron que los procesos laterales de las vértebras caudales continuaban hasta el final de la cola como soporte para el incremento de masa muscular destinada a mover la cola. Esto podría también conectarse con el acortamiento de las vértebras caudales, que resultaba en una cola cerca de un cuarto más corta que la de Stegosaurus. Una cola más corta podría contrarrestar la torsión causada por el mayor torque de las enormes espinas.

## Descubrimiento e investigación

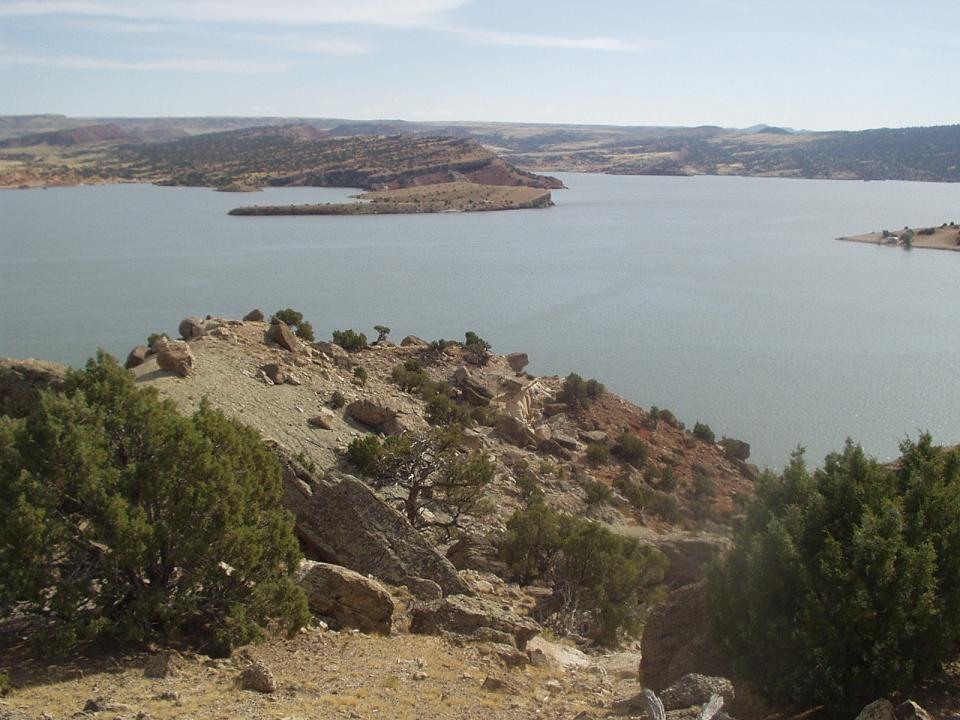
La geografía de Alcova (Wyoming), en donde se hallaron los restos de Alcovasaurus.

En julio de 1908, los profesores William Harlow Reed y A.C. Dart de la Universidad de Wyoming, descubrieron en la cantera Alcova del condado de Natrona, Wyoming, el esqueleto de un dinosaurio estegosaurio. Esta sería la última gran excavación de un dinosaurio en la cual Reed estaría involucrado personalmente. En 1914, este hallazgo fue descrito y nombrado como Stegosaurus longispinus por Charles Whitney Gilmore basándose en el espécimen holotipo UW 20503, originalmente UW D54, un esqueleto parcial postcraneal de un individuo consistente en cuarenta y dos vértebras, un sacro fragmentario, dos isquiones, una parte de un pubis, el fémur derecho, varias costillas y cuatro espinas dérmicas. El nombre de la especie se deriva del latín longus, "largo", y spina, "espina", en referencia a las largas espinas de la cola. Debido a la presencia de las espinas de la cola muy alargadas, S. longispinus fue tratado como válido por otros autores. En 1993, George Olshevsky y Tracy Lee Ford consideraron que S. longispinus podría ser una especie norteamericana del género africano Kentrosaurus, llamándola ?Kentrosaurus longispinus.
Infortunadamente, el espécimen tipo de esta especie fue dañado a fines de la década de 1920 cuando los ductos de la tubería de agua del museo de la Universidad de Wyoming estallaron. Por esta razón, se consideró erróneamente que la localización del espécimen tipo se perdió, aunque un fémur catalogado como parte de UW 20503 aún existe, siendo la última pieza sobreviviente del espécimen tipo. Sin embargo, se habían elaborado réplicas de yeso de las espinas posteriores de la cola. También existe evidencia fotográfica del esqueleto siendo excavado, mostrando los huesos in situ, así como de la montura del esqueleto en el museo.
Aunque la validez de Stegosaurus longispinus fue puesta en cuestión debido a que las largas espinas dérmicas podrían ser producto de la ontogenia o el dimorfismo sexual, el paleontólogo aficionado Roman Ulansky decidió que las largas espinas caudales eran suficientes para retirar a S. longispinus de Stegosaurus y situarlo en un nuevo género, "Natronasaurus". Ulansky interpretó que "Natronasaurus" era un pariente cercano de Kentrosaurus de acuerdo con la hipótesis de Olshevsky y Ford (1993). Ulansky publicó el nombre en una publicación electrónica elaborada por él mismo, que no fue archivada por una organización independiente y no posee un ISSN. Los paleontólogos Peter Malcolm Galton y Kenneth Carpenter han señalado que por lo tanto el nombre acuñado por Ulansky es inválido, por lo que le dieron al género un nuevo nombre, Alcovasaurus en 2016, como parte de una revisión de la especie. Galton y Carpenter también refirieron una base de espina de gran tamaño a esta especie, hallada por Cliff Miles en Wyoming en la década de 1990. Su localización al presente es desconocida pero existe una réplica con el número de catálogo DMNH 33431.
En 2019 Francisco Costa y Octávio Mateus reclasificaron a la especie al incluirla en el género Miragaia, siendo su nuevo nombre M. longispinus.

## Clasificación
Galton y Carpenter consideraron que Alcovasaurus es un miembro de la familia Stegosauridae, sin más relación con Kentrosaurus que la que tiene con Stegosaurus. Sin embargo, un análisis filogenético de los estegosáuridos publicado en 2017 por Thomas Raven y Susannah Maidment encontró que Alcovasaurus carecía de la fusión entre los trocánteres del fémur vista en los eurípodos adultos (es decir, estegosaurios y anquilosaurios), lo cual significa que no puede ser clasificado con certeza como un estegosaurio. No obstante, esto puede deberse al hecho de que el espécimen es inmaduro, lo cual es imposible de verificar debido a la pérdida del holotipo. En 2019, Costa y Mateus reinterpretaron a A. longispinus en el conmtexto del análisis de un nuevo espécimen reconocido de Miragaia hallado en Portugal. Estos restos permitieron reconocer a A. longispinus como un pariente cercano de Miragaia, dentro del clado de estegosáuridos Dacentrurinae. Dado que Alcovasaurus comparte mucho de sus rasgos tanto con Dacentrurus o Miragaia, Costa y Mateus concluyeron que podría "por definición" pertenecer a uno de esos géneros; ellos escogieron a Miragaia debido a que es al que más se asemeja. Aun así seguiría siendo una especie separada, para la cual acuñaron la nueva combinación Miragaia longispinus.